# Sten Luthander
Sten Åke Birger Luthander, född 8 december 1905 i Silbodal, Värmlands län, död 13 februari 2000 i Lidingö, var en svensk professor i flygteknik.

## Utbildning och karriär
Efter studier vid Tekniska högskolan (KTH) 1925–1930 anställdes han som assistent till Ivar Malmer i flygteknik (1930) och hållfasthetslära (1936) vid KTH. Han var avdelningschef vid Flygtekniska försöksanstalten 1940, och utnämndes till professor i flygteknik vid KTH 1944. Han var chef för SAABs forskningsavdelning i Linköping 1947–1949. Pensionerad från KTH 1972. 
År 1961 startade han konsultbolaget LUTAB (Professor Sten Luthander Ingenjörsbyrå AB).

## Utmärkelser
- Thulinmedaljen i guld 1952[3].

## Ledamotskap
- Ledamot av Ingenjörsvetenskapsakademien 1956[4].

## Familj
Sten Luthander var i sitt första äktenskap som ingicks 1940 gift med cellisten Carin de Frumerie (1911–1974), som var syster till Gunnar de Frumerie och senare omgift Bellander. I sitt andra äktenskap var han gift från 1960 till sin död med Wiveca, född Hagenow. Dottern i första äktenskapet Eva Luthander (född 1944) är pianist och har varit anställd som lektor vid Kungliga Musikhögskolan i Stockholm. En annan dotter är mormor till skådespelaren Rasmus Luthander. Sten Luthander är begravd på Lidingö kyrkogård.